# U-264 (tàu ngầm Đức)
U-264 là một tàu ngầm tấn công  Lớp Type VII thuộc phân lớp Type VIIC được Hải quân Đức Quốc Xã chế tạo trong Chiến tranh Thế giới thứ hai. Nhập biên chế năm 1942, nó đã thực hiện được năm chuyến tuần tra, đánh chìm ba tàu buôn với tổng tải trọng 16.843 GRT. Trong chuyến tuần tra cuối cùng, U-264 bị các tàu sà lúp Hải quân Hoàng gia Anh HMS Woodpecker và HMS Starling đánh chìm trong Đại Tây Dương vào ngày 19 tháng 2, 1944.

## Thiết kế và chế tạo

### Thiết kế

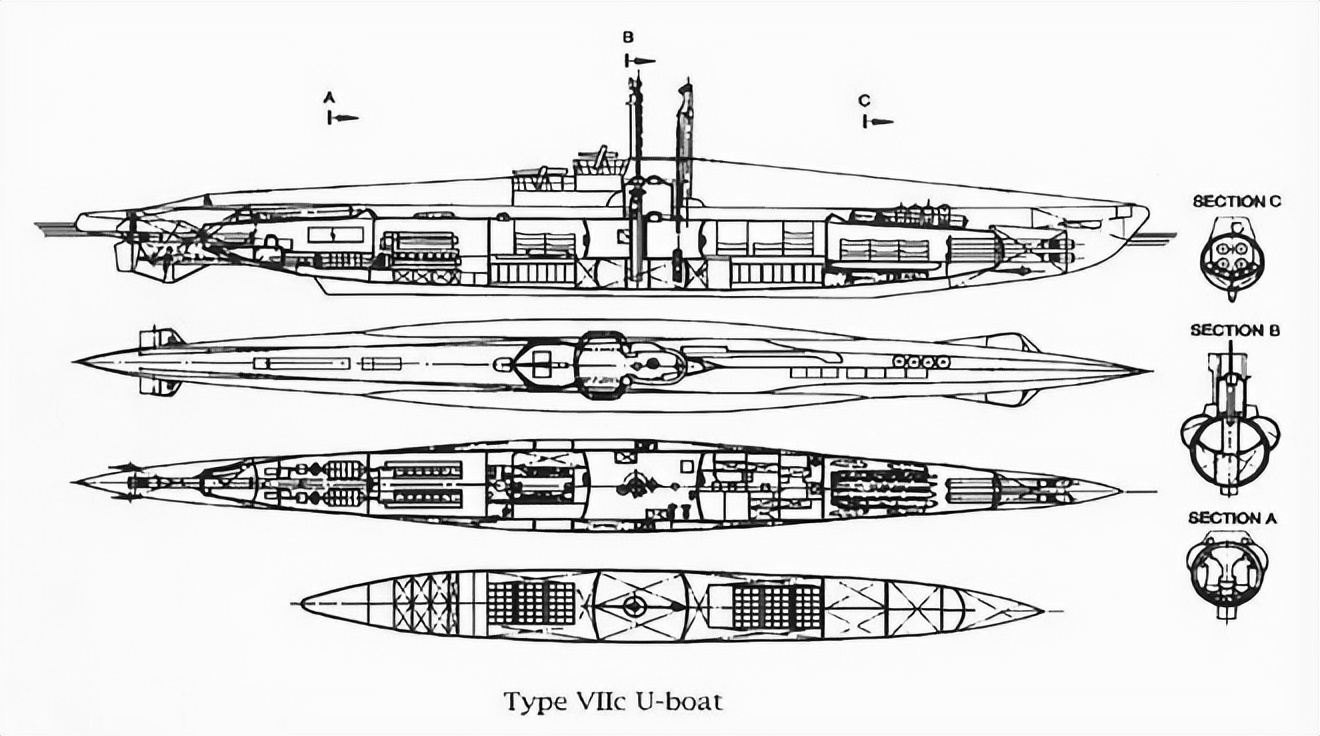
Sơ đồ các mặt cắt một tàu ngầm Type VIIC

Phân lớp VIIC của Tàu ngầm Type VII là một phiên bản VIIB được kéo dài thêm. Chúng có trọng lượng choán nước 769 t (757 tấn Anh) khi nổi và 871 t (857 tấn Anh) khi lặn). Con tàu có chiều dài chung 67,10 m (220 ft 2 in), lớp vỏ trong chịu áp lực dài 50,50 m (165 ft 8 in), mạn tàu rộng 6,20 m (20 ft 4 in), chiều cao 9,60 m (31 ft 6 in) và mớn nước 4,74 m (15 ft 7 in).
Chúng trang bị hai động cơ diesel Germaniawerft F46 siêu tăng áp 6-xy lanh 4 thì, tổng công suất 2.800–3.200 PS (2.100–2.400 kW; 2.800–3.200 bhp), dẫn động hai trục chân vịt đường kính 1,23 m (4,0 ft), cho phép đạt tốc độ tối đa 17,7 kn (32,8 km/h), và tầm hoạt động tối đa 8.500 nmi (15.700 km) khi đi tốc độ đường trường 10 kn (19 km/h). Khi đi ngầm dưới nước, chúng sử dụng hai động cơ/máy phát điện AEG GU 460/8–27 tổng công suất 750 PS (550 kW; 740 shp). Tốc độ tối đa khi lặn là 7,6 kn (14,1 km/h), và tầm hoạt động 80 nmi (150 km) ở tốc độ 4 kn (7,4 km/h). Con tàu có khả năng lặn sâu đến 230 m (750 ft).
Vũ khí trang bị có năm ống phóng ngư lôi 53,3 cm (21 in), bao gồm bốn ống trước mũi và một ống phía đuôi, và mang theo tổng cộng 14 quả ngư lôi, hoặc tối đa 22 quả thủy lôi TMA, hoặc 33 quả TMB. Tàu ngầm Type VIIC bố trí một hải pháo 8,8 cm SK C/35 cùng một pháo phòng không 2 cm (0,79 in) trên boong tàu. Thủy thủ đoàn bao gồm 4 sĩ quan và 40-56 thủy thủ.

### Chế tạo
U-264 được đặt hàng vào ngày 15 tháng 8, 1940, và được đặt lườn tại xưởng tàu của hãng Bremer-Vulkan-Vegesacker Werft ở Bremen vào ngày 21 tháng 6, 1941. Nó được hạ thủy vào ngày 2 tháng 4, 1942, và nhập biên chế cùng Hải quân Đức Quốc Xã vào ngày 22 tháng 5, 1942 dưới quyền chỉ huy của Hạm trưởng, Trung úy Hải quân Hartwig Looks.

## Lịch sử hoạt động

### 1942
Sau khi hoàn thành việc chạy thử máy và huấn luyện trong thành phần Chi hạm đội U-boat 8, U-264 được điều sang Chi hạm đội U-boat 6 từ ngày 1 tháng 11, 1942 để hoạt động trên tuyến đầu.

#### Chuyến tuần tra thứ nhất
U-264 khởi hành từ cảng Kiel vào ngày 3 tháng 11, 1942 cho chuyến tuần tra đầu tiên trong chiến tranh. Nó tiến ra Bắc Hải, rồi băng qua khe GIUK giữa các quần đảo Shetland và Faroe để hoạt động trong vùng biển Bắc Đại Tây Dương về phía Đông Nam Greenland. U-264 đã phối hợp cùng bầy sói Kreuzotter để tấn công Đoàn tàu ONS 144 vào ngày 17 tháng 11, và đã đánh chìm được tàu buôn Hy Lạp Mount Taurus 6.696 GRT tại tọa độ 54°30′B 37°30′T / 54,5°B 37,5°T. Tại vị trí giữa Đại Tây Dương vào ngày 20 tháng 11, tàu corvette Na Uy HNoMS Potentilla đã thả mìn sâu tấn công một tàu ngầm tại tọa độ 49°25′B 45°25′T / 49,417°B 45,417°T, tin rằng đã đánh chìm được chiếc U-184, nhưng thực ra mục tiêu lại là U-264, và nó thoát được mà không bị hư hại. U-264 kết thúc chuyến tuần tra và đi đến cảng St. Nazaire bên bờ biển Đại Tây Dương của Pháp đã bị Đức chiếm đóng, đến nơi vào ngày 4 tháng 12.

### 1943

#### Chuyến tuần tra thứ hai
Chuyến tuần tra tiếp theo của U-264, cùng xuất phát và kết thúc tại cảng St. Nazaire, diễn ra từ ngày 10 tháng 1 đến ngày 5 tháng 3, 1943. Chiếc tàu ngầm đã hoạt động trong Đại Tây Dương ở lối tiếp cận phía Tây của eo biển Gibraltar. Vào ngày 26 tháng 2, ở vị trí ngoài khơi mũi Finisterre, Tây Ban Nha, nó phóng một loạt bốn quả ngư lôi tấn công tàu tuần dương hạng nặng Anh HMS Sussex, nhưng tất cả đều bị trượt.

#### Chuyến tuần tra thứ ba
U-264 thành công hơn trong chuyến tuần tra thứ ba, sau khi khởi hành từ St. Nazaire vào ngày 8 tháng 4 để hoạt động tại khu vực Trung tâm Bắc Đại Tây Dương. Vào ngày 17 tháng 4, chiếc tàu ngầm đang chuẩn bị tấn công Đoàn tàu HX 233, thì bị các tàu vũ trang hộ tống cho đoàn tàu tấn công. U-264 bị hư hại đáng kể, nhưng thủy thủ đoàn đã tự sửa chữa để có thể tiếp tục chuyến tuần tra. Đến ngày 5 tháng 5, ở vị trí cách 500 nmi (930 km) về phía Nam mũi Farewell, Greenland, chiếc tàu ngầm đã tấn công Đoàn tàu ONS 5 và đánh chìm được các tàu buôn Hoa Kỳ West Maximus 5.561 GRT tại tọa độ 55°10′B 43°00′T / 55,167°B 43°T và tàu buôn Anh Harperley 4.586 GRT tại tọa độ 55°00′B 42°58′T / 55°B 42,967°T U-264 kết thúc chuyến tuần tra và đi đến cảng Lorient, cùng tại bờ biển Đại Tây Dương của Pháp vào ngày 1 tháng 6. Nó di chuyển qua lại giữa Lorient và St. Nazaire trong tháng 8 và tháng 9.

#### Chuyến tuần tra thứ tư
Chuyến tuần tra thứ tư của U-264 cùng xuất phát và kết thúc tại cảng St. Nazaire, diễn ra từ ngày 22 tháng 9 đến ngày 15 tháng 10. Nó hoạt động trong Đại Tây Dương về phía Tây vịnh Biscay cho đến ngày 4 tháng 10, khi cùng hai tàu U-boat khác U-422 và U-455 được tiếp nhiên liệu từ chiếc U-460, một tàu ngầm "milch cow" (bò sữa) Type XIV. Tuy nhiên họ bị bất ngờ khi máy bay tuần tra xuất phát từ tàu sân bay hộ tống Hoa Kỳ USS Card bất ngờ xuất hiện. Các tàu ngầm Type VII nhanh nhẹn hơn đã lẫn tránh được, nhưng U-460 đã bị máy bay ném bom-ngư lôi TBF Avenger đánh chìm. Cùng ngày hôm đó, U-264 cũng bị tấn công và chịu đựng hư hại, nên phải kết thúc chuyến tuần tra và quay trở về căn cứ.

### 1944

#### Chuyến tuần tra thứ năm - Bị mất
U-264 xuất phát từ cảng St. Nazaire từ ngày 5 tháng 2, 1944 cho chuyến tuần tra thứ năm, cũng là chuyến cuối cùng, để tiếp tục hoạt động tại vùng biển giữa Đại Tây Dương về phía Tây Nam Ireland. Vào ngày 19 tháng 2, nó bị các tàu sà lúp Hải quân Hoàng gia Anh HMS Woodpecker và HMS Starling phát hiện và tấn công bằng mìn sâu. U-264 bị hư hại và bị hôục phải trồi lên mặt nước tại tọa độ 48°31′B 22°05′T / 48,517°B 22,083°T, nơi nó bị hải pháo của Starling đánh chìm. Toàn bộ 52 thành viên thủy thủ đoàn của U-264 đều sống sót và bị bắt làm tù binh chiến tranh.

### "Bầy sói" tham gia
U-264 từng tham gia mười một bầy sói:
- Kreuzotter (15 – 20 tháng 11, 1942)
- Delphin (23 tháng 1 – 9 tháng 2, 1943)
- Rochen (9 – 20 tháng 2, 1943)
- Không tên (15 – 18 tháng 4, 1943)
- Specht (19 tháng 4 – 4 tháng 5, 1943)
- Fink (4 – 6 tháng 5, 1943)
- Naab (12 – 15 tháng 5, 1943)
- Donau 2 (15 – 19 tháng 5, 1943)
- Mosel (19 – 23 tháng 5, 1943)
- Igel 2 (15 – 17 tháng 2, 1944)
- Hai 1 (17 – 19 tháng 2, 1944)

### Tóm tắt chiến công
U-264 đã đánh chìm được ba tàu buôn tổng tải trọng 16.843 GRT:
| Ngày              | Tên tàu      | Quốc tịch      | Tải trọng | Số phận      |
| ----------------- | ------------ | -------------- | --------- | ------------ |
| 17 tháng 11, 1942 | Mount Taurus | Greece         | 6.696     | Bị đánh chìm |
| 5 tháng 5, 1943   | Harperley    | United Kingdom | 4.586     | Bị đánh chìm |
| 5 tháng 5, 1943   | West Maximus | United States  | 5.561     | Bị đánh chìm |